# Verordnung (EU) Nr. 1215/2012 (Brüssel Ia)
Die Verordnung (EU) Nr. 1215/2012 des Europäischen Parlaments und des Rates vom 12. Dezember 2012 über die gerichtliche Zuständigkeit und die Anerkennung und Vollstreckung von Entscheidungen in Zivil- und Handelssachen, Kurzbezeichnungen EuGVVO, EuGVO (je für Europäische Gerichtsstands- und Vollstreckungsverordnung) oder Brüssel-Ia-Verordnung, vom 12. Dezember 2012 (veröffentlicht im Amtsblatt der Europäischen Union L 351, S. 1) regelt die internationale Zuständigkeit der Gerichte gegenüber einem Beklagten, der seinen Wohnsitz in einem Mitgliedstaat der Europäischen Union hat, sowie die Anerkennung und Vollstreckung von Entscheidungen in Zivil- und Handelssachen aus anderen Mitgliedstaaten.

## Geschichte
Die Verordnung Brüssel Ia baut direkt auf der Verordnung (EG) Nr. 44/2001 vom 22. Dezember 2000 auf und ist gemäß Wortlaut im Titel der Verordnung eine Neufassung (der Verordnung (EG) Nr. 44/2001). Die erste EuGVVO (Verordnung (EG) Nr. 44/2001) ist am 1. März 2002 in Kraft getreten und ersetzte das bis dahin als völkerrechtlicher Vertrag geltende Übereinkommen über die gerichtliche Zuständigkeit und die Vollstreckung gerichtlicher Entscheidungen in Zivil- und Handelssachen (EuGVÜ) zwischen den meisten Mitgliedstaaten der Europäischen Union (ausgenommen Irland, Vereinigtes Königreich und Dänemark).
Die Verordnung (EU) Nr. 1215/2012 gilt nur in Bezug auf die Mitgliedstaaten der Europäischen Union. Für die EFTA-Staaten (also Island, Norwegen, Schweiz, nicht aber Liechtenstein) gilt das inhaltlich fast wörtlich mit dem EuGVÜ übereinstimmende Lugano-Übereinkommen über die gerichtliche Zuständigkeit und die Anerkennung und Vollstreckung von Entscheidungen in Zivil- und Handelssachen (LGVÜ).
Dänemark hat mit der Gemeinschaft am 19. Oktober 2005 völkerrechtlich vereinbart, dass die EuGVVO (Brüssel I = Verordnung (EG) Nr. 44/2001) auch für und im Verhältnis zu Dänemark Anwendung findet. Dieses Abkommen ist am 1. Juli 2007 in Kraft getreten. Späteren Änderungen und Abkommen, die aufgrund der EuGVVO geschlossen werden, wurden daher für Dänemark nicht automatisch bindend, sondern erst nach erneutem Abschluss eines Abkommens. Dänemark steht es aber gemäß Erwägungsgrund 41 der Verordnung (EU) Nr. 1215/2012 jedenfalls frei, freiwillig bis auf weiteres die neue Verordnung anzuwenden. Dänemark hat hinsichtlich der Verordnung (EU) Nr. 1215/2012 ausdrücklich deren Anwendung erklärt und die Verordnung (EU) Nr. 1215/2012 ist daher auch auf Dänemark anzuwenden.
Die EuGVVO (Europäische Gerichtsstands- und Vollstreckungsverordnung) wird grundsätzlich allein durch den Europäischen Gerichtshof (EuGH) ausgelegt. Letztinstanzlich entscheidende Gerichte der Mitgliedstaaten müssen daher Fragen der Auslegung dem EuGH gemäß Art. 267 AEU-Vertrag vorlegen.
Nationales Recht wird von der EuGVVO in dessen Anwendungsbereich verdrängt. Nur wenn der Anwendungsbereich der EuGVVO nicht eröffnet ist, greifen nationale Vorschriften ein. Dies ergibt sich aus dem grundsätzlichen Anwendungsvorrang des supranationalen EU-Rechts.

## Wesentliche Änderungen der Verordnung (EU) Nr. 1215/2012
Die wesentlichsten Änderungen der Verordnung (EU) Nr. 1215/2012 zur Verordnung (EG) Nr. 44/2001 betreffen:
- staatliche Hoheitsakte sind nun nach Art 1 Abs. 1 der VO ausdrücklich vom Anwendungsbereich ausgenommen;[8]
- Güterstände mit vergleichbarer Wirkung wie eheliche Güterstände sind von der VO ausdrücklich ausgenommen (zuvor strittig);
- Abschaffung des Exequaturverfahrens;
- Versuch der Verhinderung von sogenannten „Torpedoklagen“ im Zusammenhang mit Gerichtsstandvereinbarungen;[9]
- Eröffnung eines EU-Gerichtsstandes für Verbraucher und Arbeitnehmer in Rechtsstreitigkeiten im Verhältnis zu Unternehmen und Arbeitgebern aus Drittländern (unter bestimmten Voraussetzungen).

## Regelungen
Zu den inhaltlichen Regelungen: → Internationales Zivilverfahrensrecht (EU)

### Lehrbücher
- Peter G. Mayr: Europäisches Zivilprozessrecht. 2. Auflage. WUV, Wien 2011, ISBN 978-3-7089-0500-6.
- Abbo Junker: Internationales Zivilprozessrecht. 6.  Auflage. C.H.Beck, München 2023, ISBN 978-3-406-78695-2.

### Kommentare
- Thomas Simons, Rainer Hausmann: unalex Kommentar Brüssel I-Verordnung: Kommentar zur VO (EG) 44/2001 und zum Übereinkommen von Lugano. IPR Verlag, München 2013, ISBN 3-929942-13-5.

### Zeitschriftenartikel
- Jayme, Kohler: Jährlicher Bericht zur EuGVVO. In: IPRax – Praxis des Internationalen Privat- und Verfahrensrechts. Heft 6. Gieseking Verlag, Bielefeld.

### Zur Reform
- Pohl: Die Neufassung der EuGVVO – im Spannungsfeld zwischen Vertrauen und Kontrolle. IPrax 2013, 109
- Wagner: Aktuelle Entwicklungen in der justiziellen Zusammenarbeit in Zivilsachen. NJW 2012, 1333